# Foca monjo del Mediterrani
La foca monjo del Mediterrani, també coneguda com a foca mediterrània o vell marí (Monachus monachus), és un mamífer carnívor de la família dels fòcids. És l'única espècie del gènere Monachus. Es tracta d'una espècie amenaçada, catalogada per la UICN com en perill d'extinció, de la qual se suposa que, segons les darreres estimacions, resten uns 600 individus.
La seva distribució comprenia de manera natural tota la Mediterrània i les costes atlàntiques de Portugal fins a Mauritània, però durant el segle xx el seu hàbitat s'ha reduït considerablement per l'acció humana i actualment només en resten colònies permanents a la mar Egea, a Madeira i a la costa sahariana. No obstant això, existeixen projectes de conservació i de seguiment que indiquen que la seva distribució per la Mediterrània ha augmentat, i s'han considerat diverses temptatives de reintroducció de petites colònies que, per ara, no s'han materialitzat en cap projecte.

## Descripció
El vell marí és una espècie costanera que pot allunyar-se bastants quilòmetres a la recerca d'aliment. Actualment, ocupen costes rocalloses poc alterades i amb nombroses coves que utilitzen per a descansar i donar a llum les seves cries. Antigament, les colònies també se situaven en platges sorrenques. D'adults, assoleixen de 80 cm a uns 2,4 m de longitud i arriben als 320 kg de pes, amb les femelles lleugerament més petites que els mascles. El seu pelatge és marró o gris fosc, amb el ventre una mica més pàl·lid. Les cries acostumen a néixer cap a la tardor i entren a l'aigua unes dues setmanes després.

## Distribució geogràfica
La seva distribució comprenia de manera natural tota la Mediterrània, la mar Negra i les costes atlàntiques d'Espanya, Portugal, el Marroc, el Sahara Occidental, Mauritània, Madeira, les Illes Salvatges i les Canàries. És possible que també arribessin a les Açores i a les Illes de Cap Verd. Durant el segle xx, el seu hàbitat s'ha reduït considerablement i actualment només existeixen colònies permanents a la mar Egea (300 exemplars), a Madeira (50) i a la costa sahariana (250), entorn del Cap Blanc, i fins no fa gaire hi havia colònies exigües a la costa algeriana i a les illes Chafarinas, on el 1992 fou abatuda una femella i més tard morí un mascle anomenat Peluso, presumiblement el darrer de la colònia. A més, hi ha constància que freqüenten la mar Adriàtica, la mar Tirrena i recentment s'han albirat a les costes de les Illes Balears (2008 i 2023).
A les Balears el vell marí desaparegué per causa de l'acció humana: durant la primera meitat de segle xx es comptabilitzen 45 exemplars morts, la major part com a danys col·laterals ofegats en les xarxes dels pescadors, però ocasionalment també de manera intencionada, pel perill que suposaven per la pesca. Es documenten paranys i atacs contra els seus refugis, i fins i tot la invenció d'un giny que es clavava al coll de l'animal si introduïa el cap dins la nansa. Es donà per extingit el 1958, any en què uns pescadors menorquins n'abateren un exemplar que atacava les seves xarxes entre el Cap de Cavalleria i l'Illa dels Porros, i dos Guàrdies Civils en mataren un altre exemplar a Mallorca a l'entorn de Cala Tuent.

### Projectes de recuperació
Existeixen diverses temptatives de reintroducció del vell marí a diversos indrets de la seva distribució originària, però encara no se n'ha materialitzat cap. A les Illes Balears es considerà (2005) la possibilitat de reintroduir-lo, i el cap del Servei de Protecció d'Espècies de les Balears, Joan Mayol, publicà (2008) un llibre intitulat El vell marí, una absència reversible que estudiava la possibilitat del seu retorn mitjançant la intervenció humana a les costes de Cabrera, el nord de Menorca i la costa d'Artà. Coincidí que aquell any, quan es complien 50 anys de la mort del darrer individu i es considerava el projecte, s'albirà per primera vegada un individu de foca monjo a les Balears, concretament a la Reserva Marina del Toro (Calvià); posteriorment, aquest mateix individu fou vist a Portofino, no lluny de Gènova. El projecte, però, no es materialitzà, i actualment aquesta possibilitat es descarta.
No obstant això, el 2021 va sorgir el projecte Spot the Monk, liderat per la professora Elena Valsecchi de la Universitat de Milà-Bicocca, per rastrejar la presència del vell marí a la Mediterrània occidental. Els científics prenien mostres d'aigua per determinar si contenen restes d'ADN que l'animal pugui haver deixat en aquests indrets. Els resultats indiquen que aproximadament un 50% de les mostres a la mar Tirrena contenen ADN de vell marí, cosa que indica que la presència d'aquest animal hi és intensa però segurament només de visita, sense que s'hagi establert. El projecte també prengué mostres a punts com ara la Dragonera, el Toro, Cabrera, Formentor i la costa de Sóller i Cala Rajada, amb els resultats que efectivament hi havia hagut presència de vells marins a les aigües de la Dragonera i de Cabrera en els darrers 14 dies anteriors a la presa de les mostres. La Conselleria de Medi Ambient descarta emprendre un projecte de reintroducció com el que es va considerar anys abans perquè es considera inviable i que, en qualsevol cas, hi ha indrets on un projecte de reintroducció seria més viable que no pas a les Balears; tot i així, no es descarta la possibilitat que es produesca un retorn de manera natural atesos els darrers albiraments, i principalment a l'illa de Cabrera, que constitueix un Parc Nacional.
La Direcció General de Conservació de la Natura del Ministeri de Medi Ambient i la Viceconselleria de Medi Ambient de Canàries va engegar, amb fons comunitaris LIFE, el Projecte per a la Recuperació del Vell marí a les Canàries, que encara es troba en la fase d'estudis de viabilitat i que ha rebut el vistiplau de la Unió Internacional per a la Conservació de la Natura (UICN). La Universitat de Barcelona i la Universitat de Las Palmas de Gran Canaria són les institucions científiques que duen a terme aquest estudi. L'objectiu final d'aquest projecte és recuperar l'espècie mitjançant la seva reintroducció a les illes Canàries orientals. Aquestes illes han estat seleccionades perquè es troben a mig camí geogràficament entre la colònia de Madeira i la de Cap Blanc, amb la qual cosa es restabliria el corredor natural genètic entre els dos nuclis, que ara romanen isolats. A més, aquestes illes tenen un adequat nombre d'espais naturals protegits, amb un bon nivell de conservació i reuneixen prou capacitat biològica per a mantenir una població de foques, donada la seva riquesa en espècies presa potencials i la seva baixa contaminació marina.
Un altre projecte similar és el Pla d'Acció Internacional per a la Recuperació del Vell marí a l'Atlàntic Oriental, dins de la Convenció sobre les Espècies Migratòries, en la qual a més d'Espanya, participen Portugal, Marroc i Mauritània, així com diverses entitats, com la Fundació CBD-Hàbitat o l'ONG Annajah. Així mateix, el Fons per al Vell Marí (FFM) fa un seguiment de l'espècie i campanyes de sensibilització al Marroc, Algèria i Tunísia. Per la seva banda, un projecte de la Fundació Territori i Paisatge, creada per Caixa Catalunya, va fer un pla el 2011 perquè en 8 anys aquesta espècie habités de nou la costa catalana. La situació actual de Caixa Catalunya fa que el projecte estigui aparcat sine die.